# Йоаникий Путов
Йоаникий е български духовник и просветен деец от ранното Българско възраждане в Македония.

## Биография
Роден е с името Исая Путов (Исайя) и служи като свещеник в Кучевище. След като овдовява се замонашва в Кучевищкия манастир и става игумен там. В 1826 година открива килийно училище там.